# Daniel Carleton Gajdusek
Daniel Carleton Gajdusek (Yonkers, 9 settembre 1923 – Tromsø, 12 dicembre 2008) è stato un medico statunitense, di origine slovacco-ungherese.
È stato Premio Nobel per la medicina nel 1976 con Baruch S. Blumberg per le ricerche effettuate sul kuru, malattia endemica della Nuova Guinea. Si tratta della prima patologia legata a prioni mai scoperta. 
In seguito, è stato coinvolto in indagini su molestie che avrebbe inferto a diversi bambini da lui curati. Per tali accuse, ha scontato 19 mesi di carcere tra il 1997 ed il 1998, al termine del quale si è trasferito in Europa.